# Ингуши
Ингуши́ (ингуш. гӀа́лгӀа́й) — нахский народ, проживающий на Северном Кавказе. Коренное население Ингушетии, а также Пригородного района и г. Владикавказа современной Северной Осетии. Говорят на ингушском языке, письменность на основе кириллицы. Вместе с родственным чеченским народом образуют вайнахскую этническую общность. Исповедуют ислам суннитского толка.

## Этимология
Этноним «ингуши» происходит от названия средневекового ингушского селения Ангушт, которое уже к концу XVII в. являлось крупным селением в Тарской долине (современный Пригородный район).
Ряд учёных считает, что самоназвание ингушей — «галгай» (гӏалгӏай) имеет древнее происхождение, некоторые же — наоборот, считают его более позднего происхождения. Оно чаще всего связывается с ингушским термином «га́ла» (гӀа́ла) — «башня» и, соответственно, переводится как «строители/жители башен». Также, существует мнение, что данный этноним происходит от имени древнеингушского божества Гала или Гела. Большинство исследователей указывают на то, что, этноним «галгай», в связи с процессом возвращения на равнину, постепенно начал распространяться на горных ингушских обществ от Джейраха до Цори со второй половины XVIII века, и стал общим самоназванием ингушских обществ. Однако, согласно другим учёным, ещё в период второй половины XVI — первой половины XVII в. наименование «галгай» (в русских документах того времени — колки, калки, калканцы) имело широкое значение и, помимо собственно галгаевцев (хамхинцы, цоринцы), распространялось и на другие этнотерриториальные группы/общества Ингушетии.

## Формирование и классификация
Ингуши — народ, родственный народу чеченцев, с которыми они близки по языку и происхождению. Вместе они называются вайнахами. Ингуши составляют западную часть вайнахской этнической общности. Чеченцы рассматривают ингушей как особую, но близкородственную группу.
Вайнахский этнос фиксируется на Кавказе с 1-го тысячелетия до н. э. в форме кобанской культуры. Долгое время местное население не образовывало крупных народов, а составляло набор разрозненных обществ. По мнению С. А. Токарева, ингуши выделились из вайнахского этнического массива в середине XIX века. По мнению К. Деттмеринга, основой для сознания ингушами себя как отдельной от чеченцев нации, сформировавшего в XX веке, послужили линии разделения между ними, заложенные в начале XIX века.
Ядром для объединения ингушей стало общество Галгай, состоявшее из аулов Эгикал, Хамхи и Таргим, расположенных в ущелье реки Ассы. Позднее к ним присоединилось общество Фяппий, занявшее подчинённое положение. Н. Г. Ахриев считает, что консолидация ингушей в единую общность завершилась в 1920-х годах, когда произошла интеграция обществ Джерах и Орстхой. При этом часть общества Орстхой идентифицирует себя как ингуши, а часть — как чеченцы.
Этнографы первых двух третей XIX века, за исключением Петра Услара и Адольфа Берже, обычно рассматривали ингушей как отдельный народ. Начиная с конца 1870-х годов, этнографы XIX века, за исключением Николая Харузина, стали рассматривать ингушей как часть чеченцев. 
В 1920-х — 1930-х годах советские чиновники предлагали искусственно подтолкнуть процесс слияния ингушей и чеченцев. После объединения Чеченской и Ингушской автономных областей в Чечено-Ингушскую автономную область чеченцы и ингуши стали считаться частями единого «чечено-ингушского народа».

## Расселение и численность
В настоящее время абсолютное большинство ингушей проживает на территории Российской Федерации, а именно — в Республике Ингушетия. В ингушской историографии выделяются различные периоды расселения и миграционных процессов.

### Российская империя
В XVII−XVIII веке ингуши были расселены по долинам Армхи, Камбилеевки, Сунжи и Ассы. На западе ареал расселения был ограничен Дарьяльским ущельем, однако ещё в XVI−начале XVII века ингуши проживали в Кобанском, Даргавском, Санибанском и Куртатинском ущельях, соседствуя с осетинами. На юге ингушские фамилии встречались в Гвелети и Охкарохи, а также Архоте, откуда они ушли во второй половине XIX века.

### Советская Россия, СССР
После Октябрьской революции 1917 года территория основного расселения ингушей оставалась в составе Назрановского и Сунженского округов (адм. центр обоих Владикавказ), оба округа в составе Терской области (адм. центр также Владикавказ). В конце 1920 — начале 1921 годов, после административно-территориальных реформ Советской России на Кавказе, Назранавский и Сунженский округа, а также сама Терская область были упразднены, а для ингушей создали Ингушский НО (адм. центр Владикавказ) в составе Горской АССР (адм. центр Владикавказ). Город Владикавказ, оставаясь административным центром, теперь не входил в состав какого-либо округа, а был выделен в отдельную административную единицу — автономный город. Ингушей в нём проживало — 1517 человек (966 мужчин и 551 женщина), что составляло 19,4 человека на 1000 населения. В ходе национально-государственного размежевания в 1924 году Горская АССР была упразднена, а Ингушский НО преобразован в Ингушскую АО в составе Юго-Восточной области (образована в 1924 году, адм. центр Ростов-на-Дону), переименованной в том же году в Северо-Кавказский край (первый адм. центр Ростов-на-Дону, позднее другие).
К середине 1920-х годов ингушское население в стране увеличилось по сравнению с концом 1890-х, советские статистики ввели коэффициент при сравнении переписи населения в Российской империи (1897 год) и переписи в СССР (1926 год), и, для так называемой, «чеченской группы», он составил 143,2 по всему СССР и 143,8 по его европейской части. Согласно советской переписи, в 1926 году общее число ингушей (вместе с кистинцами) — 74 094 человека (37 160 мужчин и 36 934 женщины), из них 94,38 % — 69 930 человека (34 773 мужчины и 35 157 женщин) проживали в пределах Ингушской АО, что составляло 930,7 человека на 1000 населения области (следующими шли чеченцы — 34,3 на 1000 и русские — 12,3 на 1000). В соседних с Ингушской АО городах и областях (РСФСР) проживало 2207 ингушей, в ЗСФСР (Закавказье) — 1936 человек, в других союзных республиках СССР — 21. Основная часть ингушского населения проживала в сельской местности — 71 490 человек на селе и только 2604 в городе; половой состав у ингушей того времени — на 1000 мужчин около 990 женщин.
Незначительная часть сельского ингушского населения проживала в Сунженском казачьем округе (адм. цент станица Слепцовская) — 301 человек (155 мужчин и 146 женщин), что составляло 8,6 человека на 1000 населения. В 1929 году округ был упразднён, часть его территории — Слепцовский район и Вознесенский сельсовет — передали в состав Чеченской АО (образовали Сунженский район), другую часть — Терский район, передали Терскому округу (образован в 1924 году, адм. центр Пятигорск, в 1930 году упразднён, а его районы отошли в прямое подчинение Северо-Кавказского края). В 1934 году Ингушская ОА была объединена с Чеченской АО в одну Чечено-Ингушскую АО в составе Северо-Кавказского края, а в 1936 году область была выделена из края и преобразована в Чечено-Ингушскую АССР.
В 1944 году ингуши, разделив трагическую участь с другими вайнахами, были принудительно выселены советским правительством в Центральную Азию (Казахскую и Киргизскую ССР); ЧИАССР власти упразднили, территория основного проживания ингушей отошла Северо-Осетинской АССР, а на юге — Грузинской ССР; представителей ингушского народа на этих землях фактически не осталось (кроме единичных случаев). В 1957 году ЧИАССР была восстановлена и ингушам разрешили вернуться на прежние места проживания — большинство воспользовались этим и выехали на родину, при этом в Казахской и Киргизской ССР остались небольшие ингушские диаспоры.
| Ингуши согласно официальным переписям населения Российской империи, СССР и РФ: |        |                     |                     |                     |        |         |         |         |         |         |         |         |
|                                                                                | 1897   | 1926 (с кистинцами) | 1926 (с кистинцами) | 1926 (с кистинцами) | 1939   | 1959    | 1970    | 1979    | 1989    | 2002    | 2010    | 2020    |
|                                                                                | всего  | муж                 | жен                 |                     |        |         |         |         |         |         |         |         |
| Всего в стране — в городских поселениях — в сельских поселениях                | 46 214 | 74 094 2 604 71 490 | 37 160 1 616 35 544 | 36 934 988 35 946   | 92 120 | 105 980 | 157 605 | 186 198 | 237 438 | 413 016 | 444 833 | 517 186 |

## Генетика

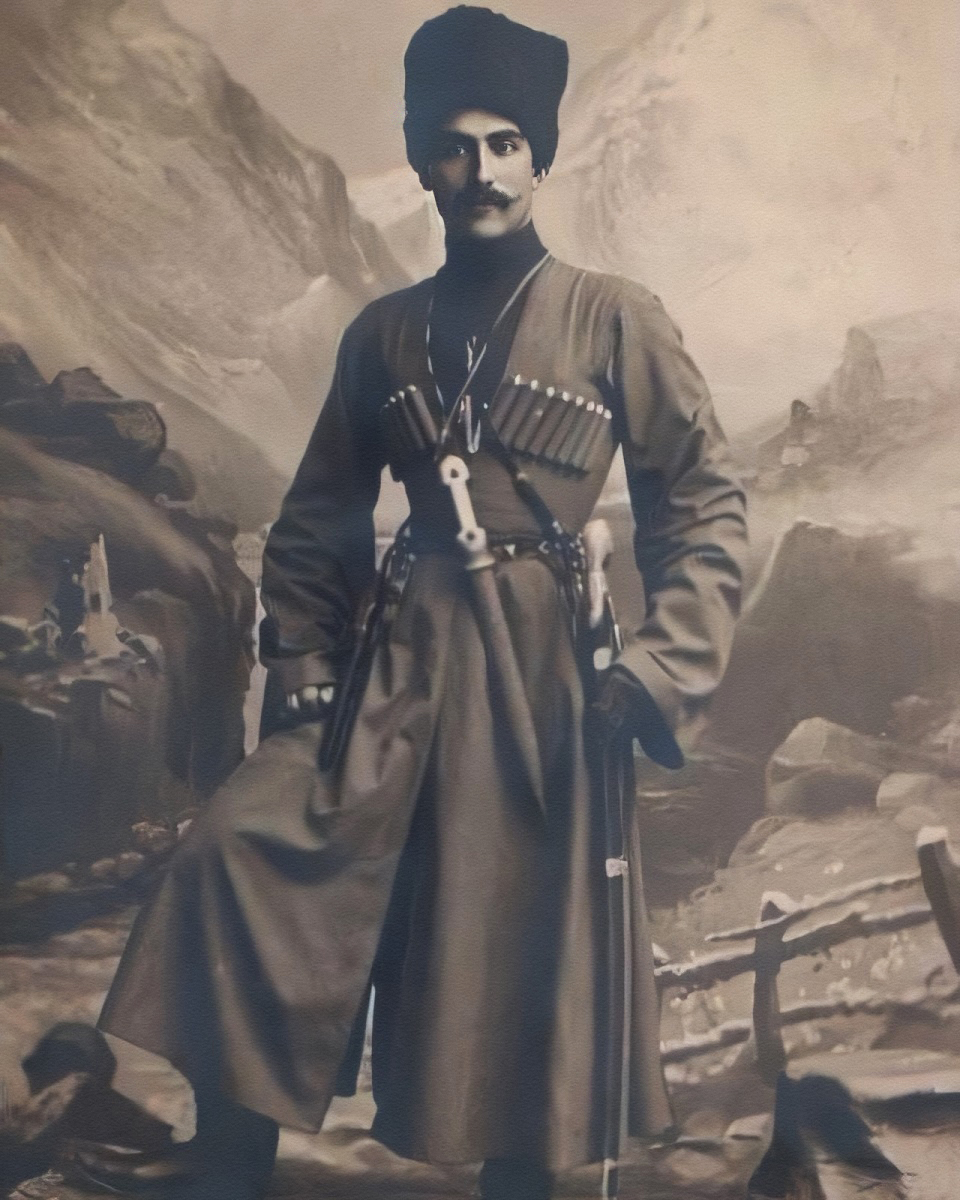
Ингуш. 1901 г.

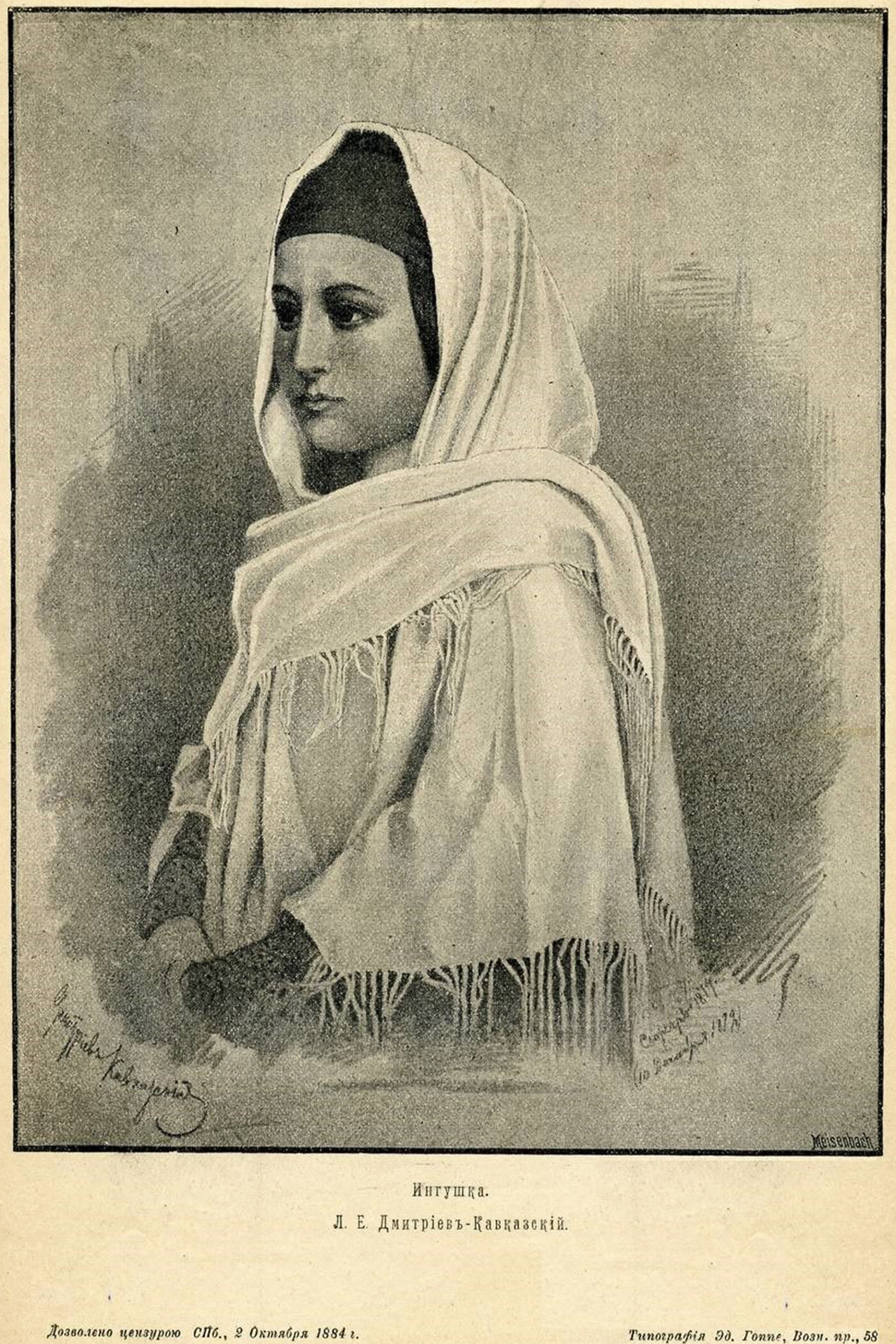
Ингушка. 1884 г.

По данным Ингушского ДНК-проекта, распределение гаплогрупп у ингушей следующее:
- J2 — 87,4 %
- L1с — 2,8—8,5 %
- J1 — 2,8 %
- G2a1 — 1,5 %

## История

### Древнейшая история
Ингуши являются автохтонным народом Центрального Кавказа. Этногенез протоингушских этнических групп принято увязывать с племенами кобанской археологической культуры (XII—IV вв. до н. э.). Она сложилась на основе северокавказской культуры и имеет генетическую связь с предшествовавшим археологическими культурами раннебронзового века: майкопской и куро-аракской.
В письменных грузинских источниках, описывающих события этого периода, предки ингушей (племена кобанской культуры) известны под этнонимом «кавкасионы» и «дзурдзуки» (дурдзуки), в античных — под именем «махли». Во второй половине I тыс. до н. э. кобанские племена создали крупное политическое объединение племён, известное по античным источникам под названием Малх (Махли, Махелония), по грузинским источникам — Дзурдзукетия. Дзурдзуки контролировали главный кавказский проход — Дарьяльское ущелье и имели тесные политические связи с древнегрузинским государством. По сведениям Леонтия Мровели первый царь Грузии Фарнаваз был женат на женщине «из племени дзурдзуков, потомков Кавкаса» и у них был сын Саурмаг (ингуш. «сармак» — «дракон»). Он взошёл на грузинский престол после смерти отца, а узнав о том, что его хотели убить грузинские эриставы, вместе с матерью укрывался у своих дядей по матери в Дзурдзукетии. По данным античного писателя Лукиана известно имя одного из правителей политического объединения древних кобанцев — Адирмах, которое абхазский исследователь Гумба Г. Д. с помощью ингушского языка этимологизирует как «обладатель мощи солнца». В начале II века до н. э. в результате военного вторжения на Северный Кавказ селевкидского царя Антиоха III политический союз кобанских племён был разгромлен. В результате его распада в источниках перестают употреблять общекобанские наименования и в дальнейшем — в I в. до н. э. — I в. н. э. потомки кобанцев известны в источниках под названиями отдельных родоплеменных групп: «хамекиты», «сьербы», «двалы», «троглодиты», «санары/цанары», «хоны», «масах/машах», «исадики» и др.
Возможно, с племенами кобанской культуры связан этноним «гаргареи» («гаргары»), о котором упоминает древнегреческий географ Страбон в своей «Географии» (I век н. э.) как о северокавказском народе, живущем рядом с амазонками. На основе археологических и лингвистических данных, в частности, связывая его с ингушским термином «гаргара» («родственный»/«близкий»), некоторые учёные отождествляют гаргареев с ингушами . Другой этноним, упомянутый Страбоном — «гелы» («гелай»), рядом учёных также отождествляется с ингушами (галгай).
В VII веке в известной летописи «Армянская География» упоминаются под этнонимом «кусты».
В грузинских источниках ингуши (галгаи) в форме глигви упоминаются как этноним, существовавший ещё при царствовании правителя Кахетии Квирике III, то есть в XI в. В русских источниках этноним «галгай» впервые становится известным во второй половине XVI в. в форме «калканцы», «калки», «калканские люди». Упоминание этого этнонима встречается в статейных списках русских посольств в Восточную Грузию (Кахетию), подробно описывающих как сам путь следования, так и происшествия, случавшиеся по дороге.

### Средние века

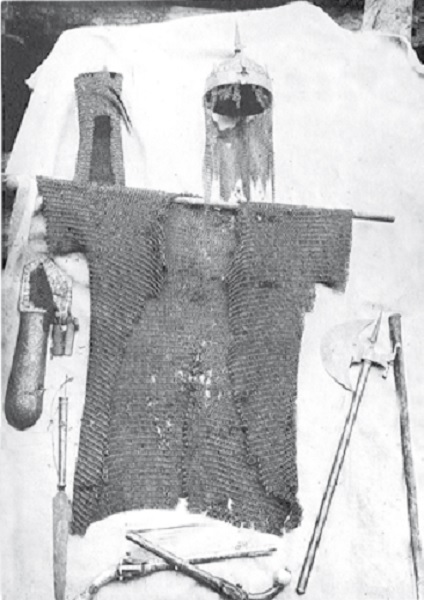
Вооружение средневекового ингушского воина. Найдено в склепе селения Оздиг. Фото 1921 г.

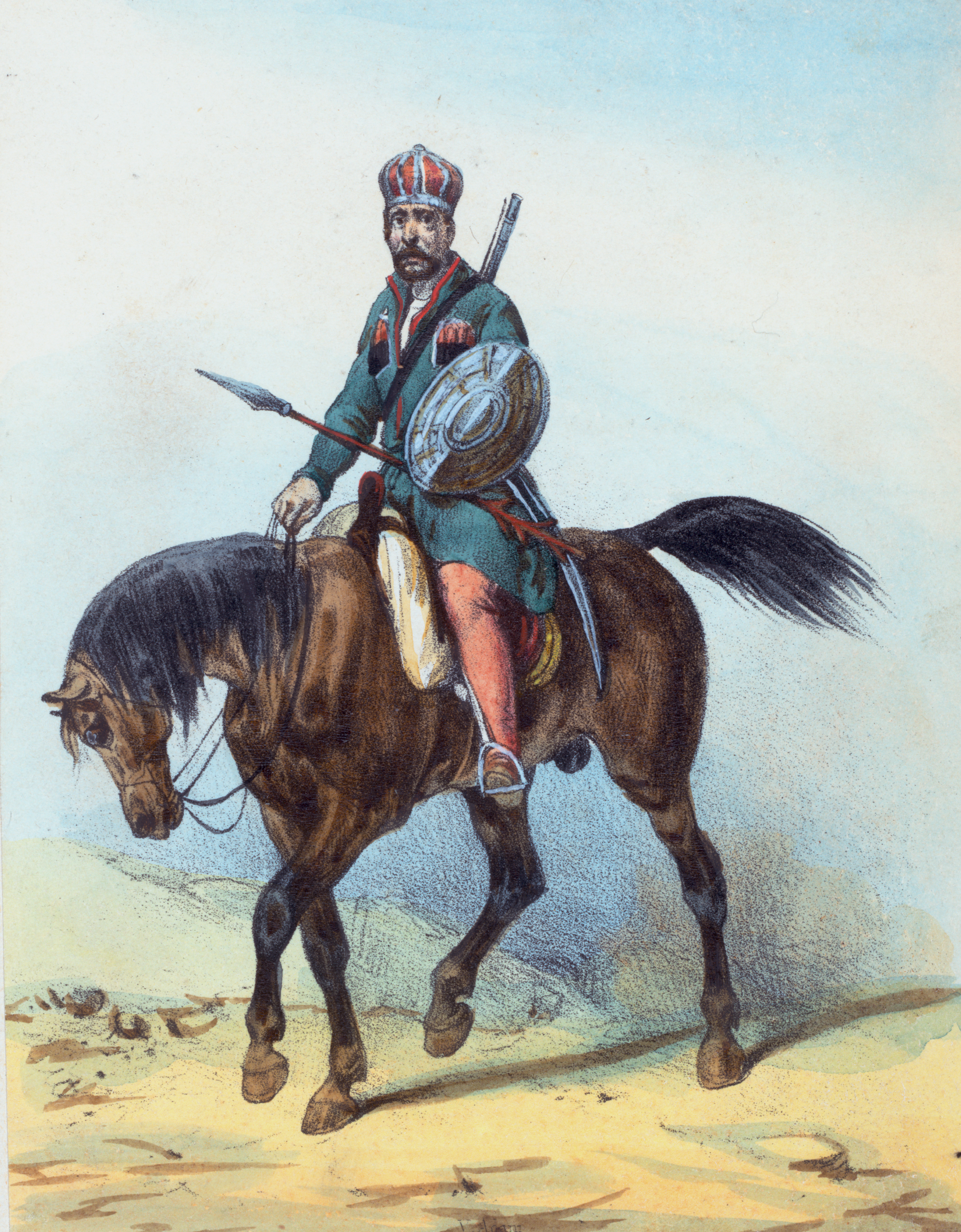
Ингушский воин, XVIII—XIX вв.

В период раннего Средневековья история ингушей тесным образом связана с северокавказскими аланами и Аланским государством (конец IX — начало XIII вв.), в состав которого они входили (наряду с предками осетин, карачаевцев, балкарцев и чеченцев). По версии ингушских исследователей столица Алании — город Магас находился на территории Ингушетии в районе, охватывающим часть современных городов Магаса, Назрани и селений Яндаре, Гази-Юрт, Экажево, Али-Юрт и Сурхахи, то есть в местности, где расположены многочисленные памятники аланского времени. На обозначенной территории имеется целый ряд аланских городищ. Исследователями отмечено, что многие городища здесь расположены группами или «гнёздами» в пределах видимости. В некоторых из этих групп выделяется, как правило, своими большими размерами, укреплённостью и сложностью планировки одно из центральных городищ, к которому тяготеют менее значительные. «Гнездовое» расположение городищ связывается с сильными родоплеменными пережитками в соответствующем обществе. По мнению В. Б. Виноградова, данный район группы памятников — один из крупнейших на Северном Кавказе.
В 1238—1240 гг. весь Северный Кавказ был завоёван монголо-татарами и включён в состав улуса Джучи. А в 1395 году объединение алан было окончательно уничтожено в ходе похода на Северный Кавказ Тамерлана, а оставшееся население переселилось в горы. Распад Алании и отток в горы её населения, закрепившегося к востоку и западу от Дарьяла путём строительства крепостей, послужили основой формирования новых этнотерриториальных общностей, что в свою очередь привело к образованию современных северокавказских народов.
Селения, расположенные в горной зоне, группировались в основном по локальным ущельям, что способствовало их этнополитической консолидации в обособленные территориальные группы/районы — общества. Ингушские общества в литературе иногда называются «шаха́рами» (от ингуш. шахьар, что означает «общество», «район»). Основываясь на данных русских источников XVI—XVII в., называющих несколько территориальных обществ ингушей, делается вывод, что в Ингушетии и в XV в. существовало приблизительно такое же количество политических образований (обществ-шахаров). Каждое из них объединяло несколько селений.
С запада, начиная от Дарьяльского ущелья, на восток располагались следующие горные ингушские общества: джерахи, фяппий, хамхинцы, цоринцы; предгорные и равнинные: ангуштинцы, назрановцы, галашевцы, орстхойцы.
Со временем число и границы обществ менялись, это происходило в результате миграционных процессов ингушеязычного населения, в том числе связанных с переселением ингушей на плоскость (равнину). Они начались довольно рано, уже вскоре после ухода Тимура с Северного Кавказа. Они на самом раннем этапе носили характер отдельных военно-политических акций, предпринимаемых ингушами на равнинных землях с целью противодействия закреплению на них пришлых кочевых народов. Отдельные эпизоды, связанные с этим временем, отражены в одном из ингушских преданий, записанном в XIX в. этнографом Албастом Тутаевым, где фигурируют представители Галгаевского общества Горной Ингушетии. Также народная память сохранила важнейшие эпизоды из событий, связанных с освоением плоскостных земель. В частности, в записанном в горном селении Пхамат И. А. Дахкильговым предании повествуется о том, как собрались именитые мужчины нескольких территориальных обществ горной Ингушетии с целью объединения страны. Собравшиеся постановили, что отныне они все будут именоваться единым именем — «Галга», прекратят распри и начнут организованно выселяться на плоскость. Вероятно, эти события были связаны с освоением земель в верховьях Сунжи и Камбилеевки, где и возникли старейшие населённые пункты ингушей Ахки-Юрт и Ангушт. Колонизация этой зоны, по-видимому, осуществлялась на протяжении XVI—XVII вв. и получила активизацию с дальнейшим продвижением на север, после ухода с Сунжи и Камбилеевки кабардинцев, начиная с 30-х гг. XVIII в.

### Контакты с Российской империей

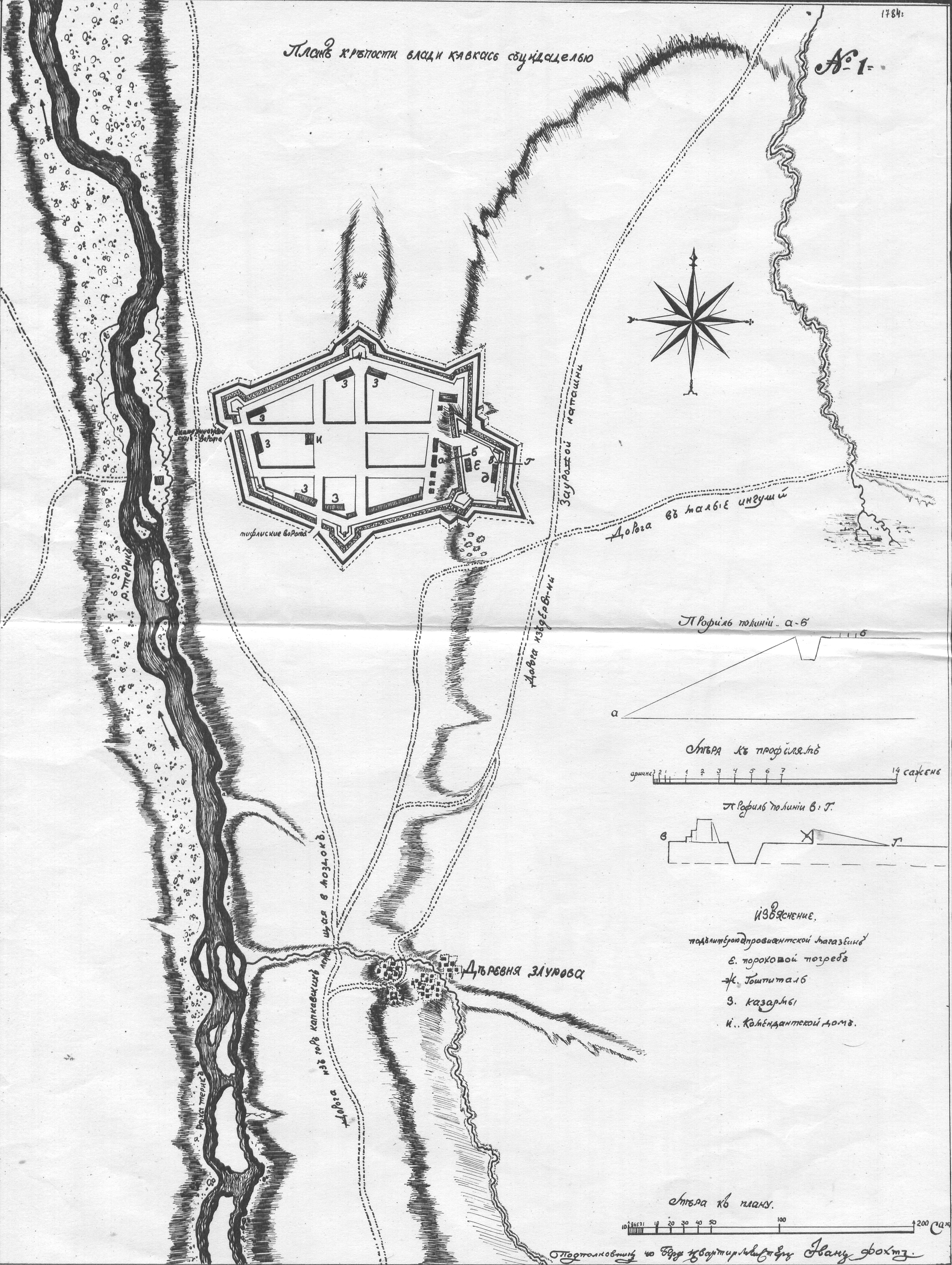
План крепости Владикавказ с цитаделью и ингушское селение Заур, 1784 г.

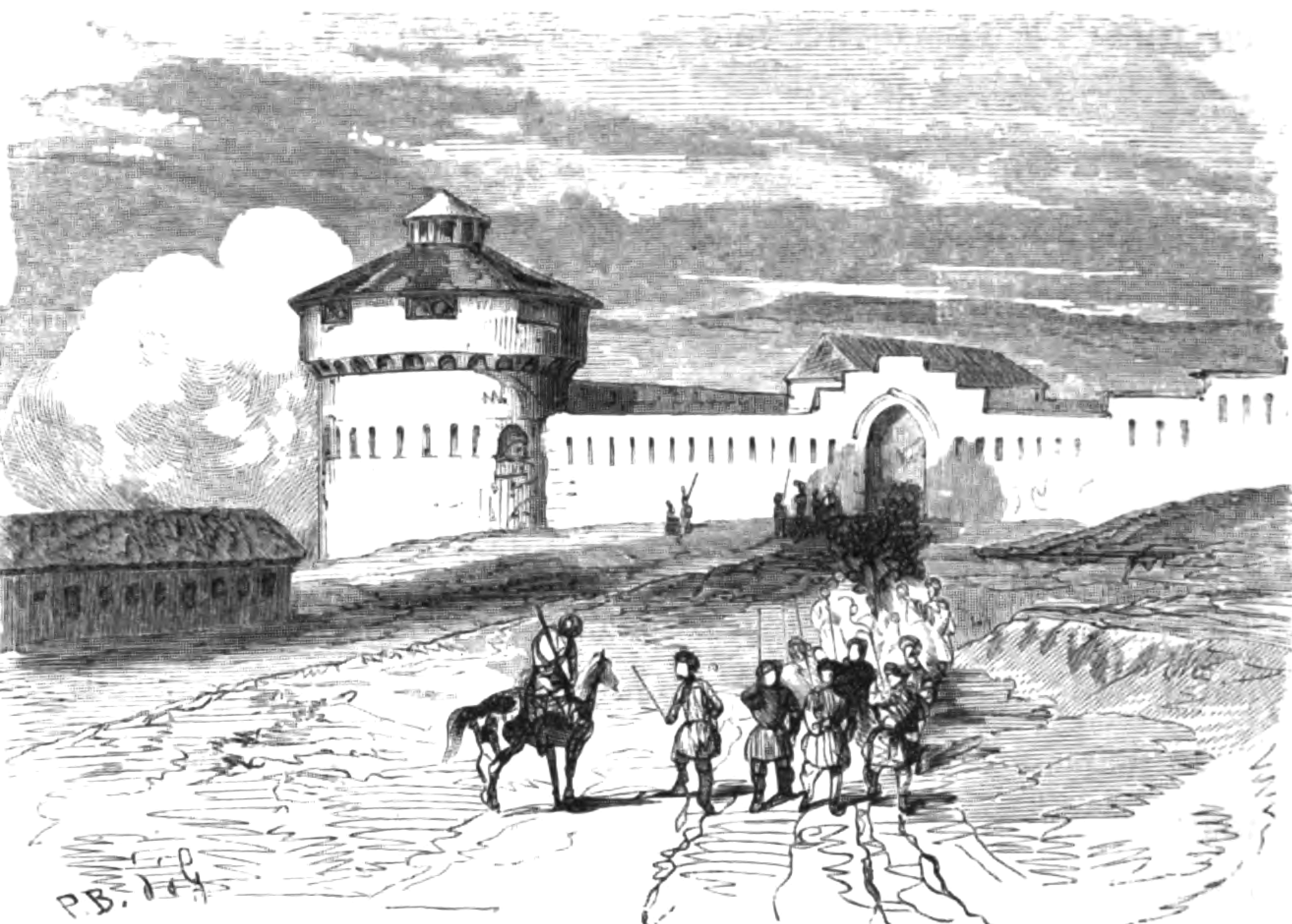
Крепость Назрань. 1859 г.

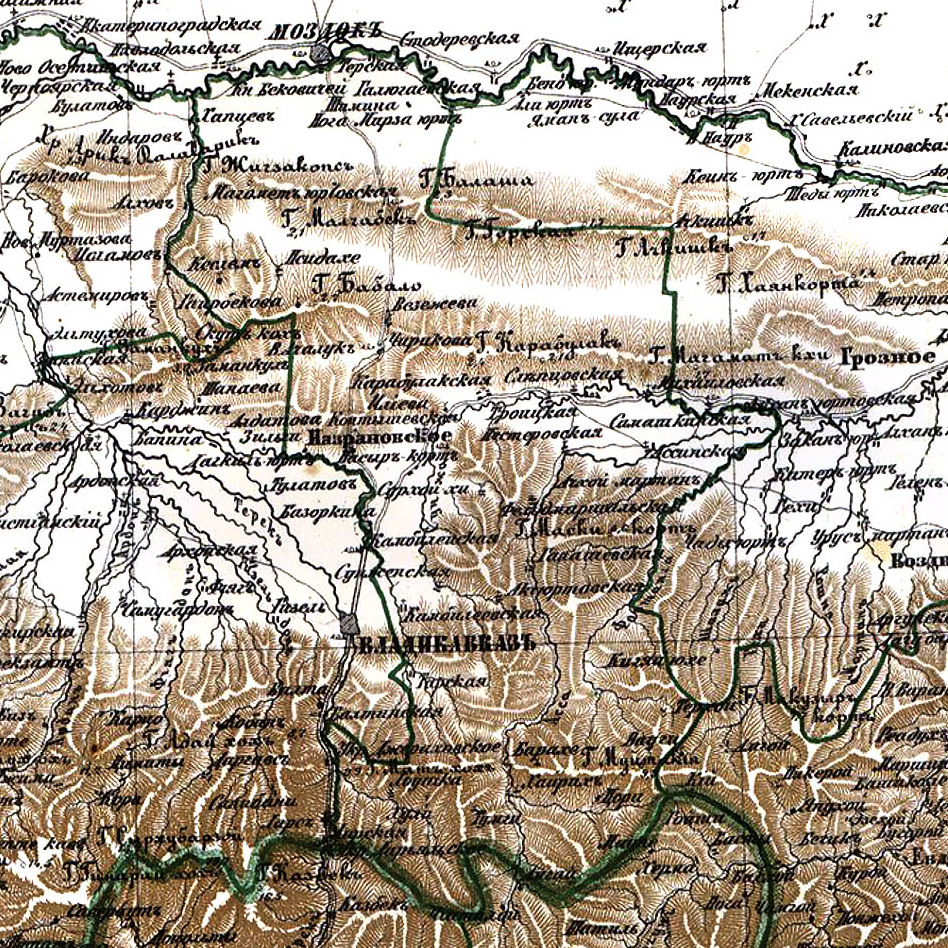
Карта Кавказского края с прилегающими частями Турции и Персии, 1869 г.

В XVIII веке завершается процесс возвращения ингушей на свои плодородные земли в бассейне Сунжи и Терека. 4-6 марта 1770 года, вблизи предгорного ингушского селения Ангушт в местности с символическим названием «Барта-Бос» («Склон согласия») авторитетное представительство ингушского народа из 24 старейшин принесло присягу Российской империи. На этом мероприятии присутствовал академик И. А. Гюльденштедт, который упомянул его в своём труде «Путешествие по России и Кавказским горам». Данный акт способствовал установлению дружеских союзнических отношений между Россией и ингушами. Подобные присяги не стоит рассматривать, как акты включения того или иного народа в состав России. То, что отношения подчинения и подданства русская сторона и её партнёры зачастую воспринимали совершенно по-разному, а также необходимость учитывания различия во взглядах на присоединения к России и на статус пребывания в её составе у русских властей и у присоединённых народов, даёт основание полагать, что обе стороны восприняли эту присягу как заключение договора о союзе.
Междуречье Терека и Сунжи, через которое проходила дорога в Грузию, приобретает в этот период стратегическое значение для России. Эта территория была освоена ингушами не позднее конца XVII — начала XVIII века. Согласно данным И. А. Гюльденштедта на берегах рек Сунжи и Камбилеевки было множество ингушских селений. Ангушт являлся центром округа, известного под названием «Большие Ингуши». Переселенцы из «Больших Ингушей» образовали новую колонию «Малые Ингуши», центром которой стало селение Шолхи. В дальнейшем происходит продвижение ингушей к Назрановской долине.
В 1781 году у слияния Назранки с Сунжей выходцами из района Ангушта было основано селение Назрань (Нясаре). Квартирмейстер русской армии Л. Штедер в том же году фиксирует на этой территории ингушскую заставу. Таким образом, в 1781 году Назрановская долина уже контролировалась ингушами.
В мае 1784 года в связи с необходимостью устройства надёжных путей сообщения с Грузией у ингушского селения Заур (Заур-Ков) была заложена крепость Владикавказская. Владикавказ стал экономическим, политическим и культурным центром ингушей и одним из важнейших городов на Северном Кавказе.

### Кавказская война
В конце 1840-х годов началось строительство цепи казачьих станиц на равнинной части Ингушетии. Ингуши изгонялись из равнинных сёл в горы и предгорья, на этих территориях основывались казачьи станицы. В 1845 году на месте села Эбарг-Юрт была основана станица Троицкая, а на месте селения Курай-Юрт основана станица Сунженская (переименована в станицу Слепцовскую в 1851 г.). В 1847 году основана станица Вознесенская на месте села Махьмад-Хите, в 1859 году Карабулакская на месте села Илдарха-гала, в 1860 году Фельдмаршальская на месте села Алхасты, Тарская на месте села Ангушт, Сунженская на месте села Ахки-Юрт, в 1861 году Нестеровская на месте села Гажар-Юрт, Воронцово-Дашковская на месте села Тоузан-Юрт, Ассиновская на месте селения Ах-Борзе. В 1867 году хутор Тарский на месте села Шолхи. Также были выселены жители селений, расположенных на Фортанге и Ассе, — Галашки, Мужичи, Даттых и на их месте основаны станицы Галашевская, Даттыхская и хутор Мужичий. Позднее казаки последних трёх станиц выселились из-за непригодности земель для обработки, но земли и лес оставались собственностью Терского казачьего войска до 1918 г. Ингушам приходилось арендовать свою же землю у казаков за плату. В мае 1888 году решением царских властей были выселены ингуши из селения Гвилети (Гелате), расположенного на Военно-Грузинской дороге. В 60 годы XIX века часть ингушей, в большей мере жители ликвидированных сёл, переселилась в Османскую империю.
После подавления Назрановского восстания в 1858 году, Ингушетия окончательно вошла в состав Российской империи.
В 1860 году территория Ингушетии образовала Ингушский округ в составе Терской области. В 1870 году Ингушский округ был объединён с Осетинским во Владикавказский округ. В 1888 году Владикавказский округ был расформирован, на месте Ингушского округа был образован Ингушско-Казачий Сунженский отдел. В 1909 году Сунженский отдел был разделён на два округа — Сунженский и Назрановский. По переписи 1897 года в Российской империи численность ингушей составляла 47 409 человек.
Во второй половине XIX века была построена Военно-Галгаевская дорога. По мнению ингушского исследователя Н. Г. Ахриева, это положило конец изоляции отдельных ингушских горных обществ. Также он считает, что в 1920-х годах с интеграцией отдельных горных обществ завершилась консолидация ингушей в единую общность, называющую себя «Галгай».

### В СССР
В советский период сложилось ингушское национальное самосознание. Лингвист Н. Ф. Яковлев, побывавший у ингушей в 1920—1922 годах, писал, что тогда в ингушском языке не было понятия о народности; у ингушей было самоназвание «галгай», но не было названия для своего языка; они определяли свою идентичность по аулам и фамилиям. В 1930 году кавказовед А. Н. Генко также ещё не обнаруживал у ингушей сознания этнического единства.
В 1923 году был введён ингушский алфавит на основе латиницы, разработанный Заурбеком Мальсаговым. 1 мая 1923 года вышла первая газета на ингушском языке — «Сердало» (с ингуш. — «Свет»). Появились новые школы в сёлах Гамурзиево, Базоркино, Яндаре. По-прежнему функционировали мусульманские школы — медресе. В 1924 году была создана отдельная Ингушская автономная область, выделенная из Горской АССР.
В конце 1920-х годов советские чиновники предлагали искусственно подтолкнуть процесс слияния ингушей и чеченцев, считая это объективным и закономерным процессом. Этому способствовало то, что чеченцы рассматривают ингушей как особую, но близкородственную группу, а некоторые чеченцы — как один из чеченских тейпов. В 1928—1929 годах был подготовлен план слияния Ингушской и Чеченской автономных областей, который не был реализован из-за протеста властей обеих автономных областей; в 1934 году они были объединены в единую Чечено-Ингушскую автономную область.
По переписи 1926 года в СССР проживало 74 097 ингушей, а по переписи 1939 года их численность составила 92 120 человек.

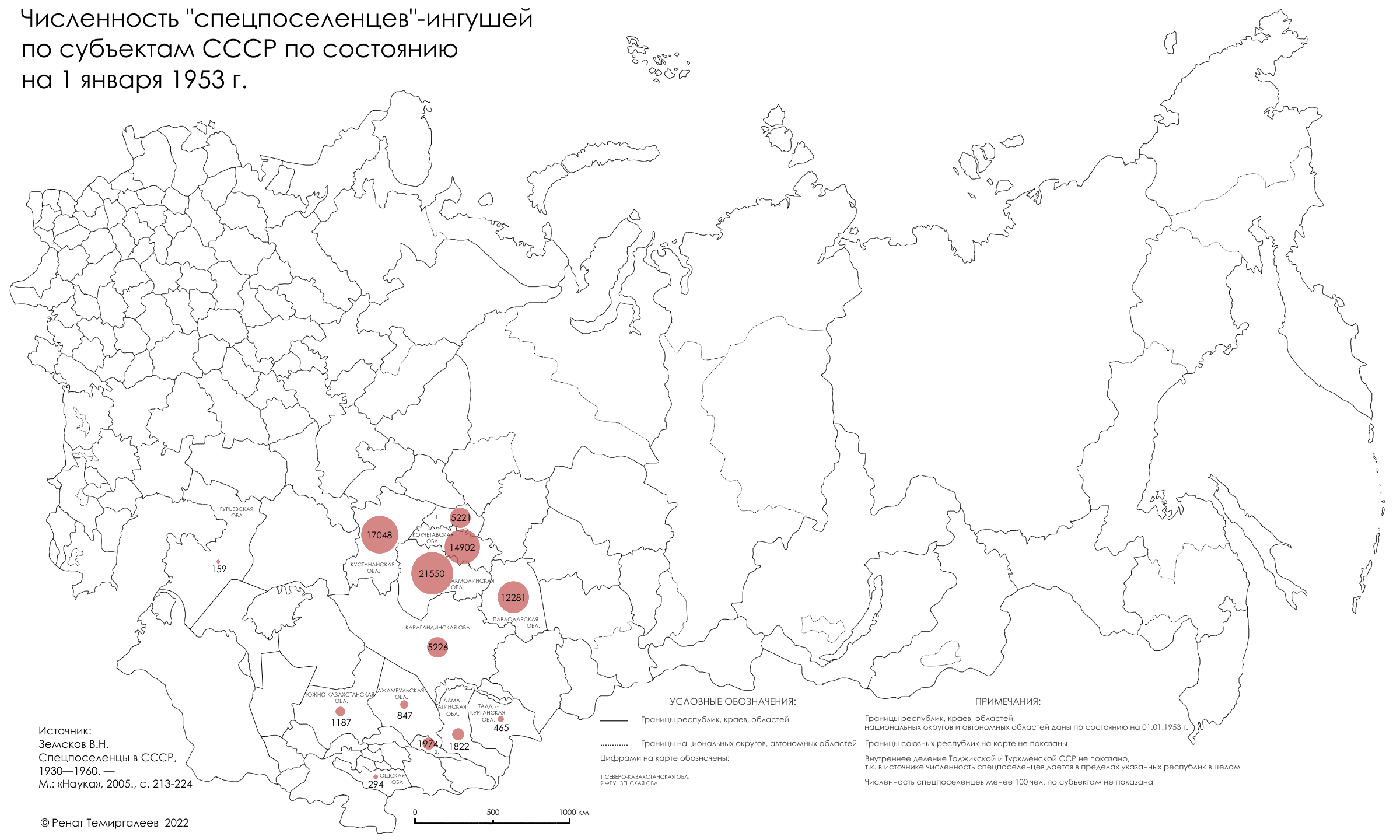
Ингуши в депортации: численность «спецпоселенцев»-ингушей по субъектам СССР на 1 января 1953 года

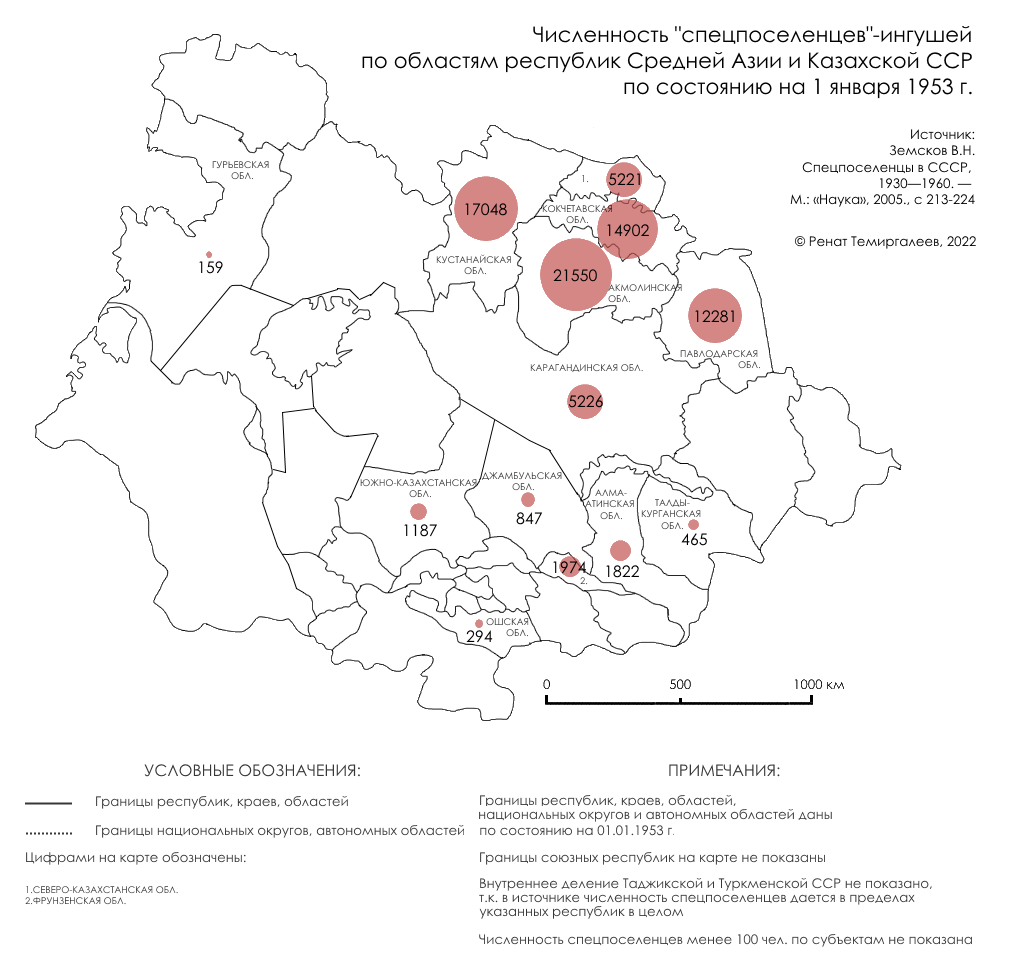
Ингуши в депортации: численность «спецпоселенцев»-ингушей по областям республик Средней Азии и Казахской ССР на 1 января 1953 года

В 1944 году Чечено-Ингушская АССР была ликвидирована, а ингуши, как и чеченцы, были принудительно выселены в Казахстан и Среднюю Азию по обвинению в сотрудничестве с нацистами. Западная часть Чечено-Ингушской АССР, населённая ингушами, была разделена между Грозненской областью, Грузинской ССР и Северо-Осетинской автономной областью. В 1957 году Чечено-Ингушская АССР была восстановлена, после чего большинство ингушей и чеченцев вернулись в неё. Пригородный район остался в составе Северо-Осетинской автономной области, что способствовало осетино-ингушскому конфликту.
По всесоюзной переписи 1959 года численность ингушей составила 105 980 человек.
С момента возвращения ингуши выступали за возвращение отторгнутых территорий, за создание собственной государственности. Апогея эти выступления достигли в 1973 году — на митинге в Грозном, организованном ингушами с требованием возвращения Пригородного района. По данным всесоюзных переписей численность ингушей продолжала расти: так общее число ингушей в СССР в 1979 году составило 186 198 человек, а по переписи 1989 года — 237 438 человек.
С 1988 года в Ингушетии создаются неформальные организации, появляются различные движения («Нийсхо», «Даькъасте», «Народный Совет»), ставившие своей целью создание ингушской государственности в составе Российской Федерации с возвращением всех отторгнутых во время депортации территорий. Формально ингуши были реабилитированы в правах 26 апреля 1991 года, когда на 1 съезде Верховного Совета РСФСР был принят закон «О реабилитации жертв политических репрессий». Этот закон стал своего рода катализатором для восстановления исторической и социальной справедливости и для других миллионов граждан бывшего Советского Союза.

### Новейшее время
В 1992 году принят Закон «Об образовании Ингушской Республики в составе РФ» (см. Ингушетия). В октябре-ноябре осетино-ингушский конфликт вокруг Пригородного района Северной Осетии перерос в вооружённые столкновения. По данным прокуратуры России за время боевых столкновений в результате конфликта погибло 583 человека (350 ингушей и 192 осетина), 939 человек были ранены (457 ингушей и 379 осетин), ещё 261 человек пропал без вести (208 ингушей и 37 осетин), от 30 до 60 тысяч ингушей были вынуждены переселиться из Владикавказа и Пригородного района в Ингушетию.
В 1995 году была основана новая столица Ингушетии — город Магас.

## Язык
Национальным языком ингушей является ингушский. Он относится к нахской группе нахско-дагестанской языковой семьи. Распространён на Северном Кавказе, в основном в Республике Ингушетия, в Пригородном районе и городе Владикавказе Северной Осетии, в западной части горной Чечни, а также частично в некоторых странах Европы, Ближнего Востока и Средней Азии. По данным переписи населения России 2010 года в России на ингушском языке разговаривают 444 тысяч человек (2010).
Ингушский язык является (официальным) государственным языком в Республике Ингушетия.

## Демография
Ингуши традиционно являются одним из самых фертильных народов РСФСР и РФ. К 1989 году по этому показателю они вышли на первое место среди народов России и сохраняют его по состоянию на 2015 год.

## Вероисповедание

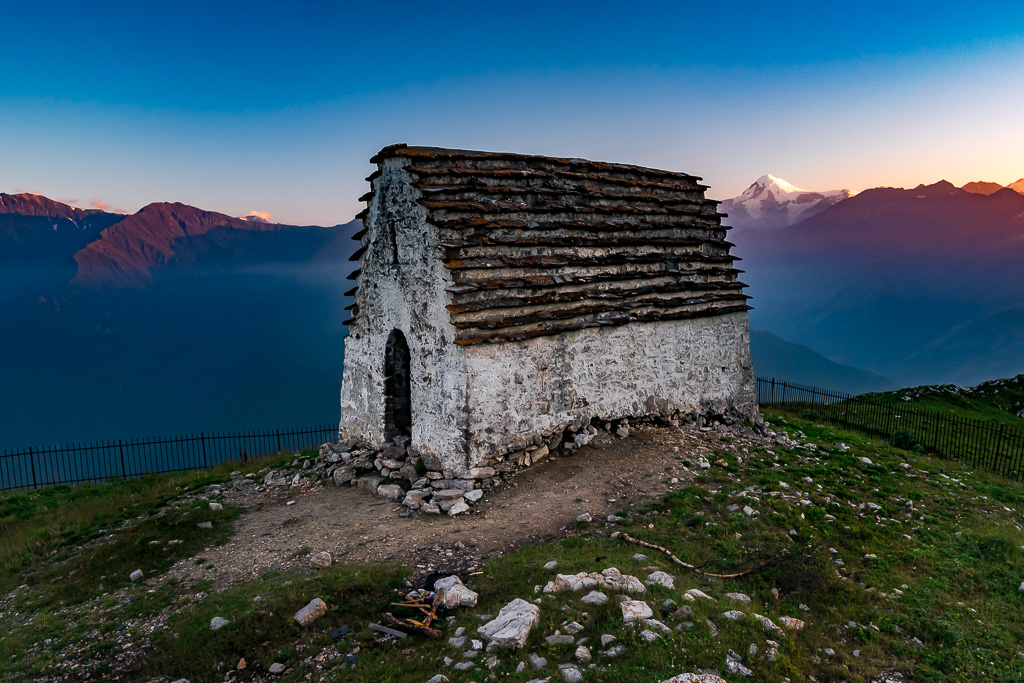
Древний ингушский храм Мятсели на горе Мятлом

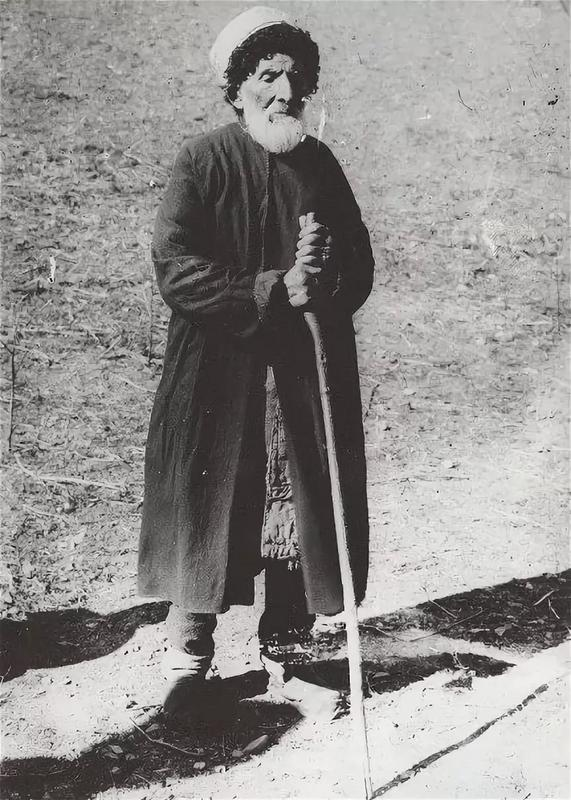
Последний языческий жрец Ингушетии Элмарз-Хаджи Хаутиев

Ингуши являются мусульманами-суннитами. В вопросах фикха придерживаются школы имама Мухаммада аш-Шафии — основоположника шафиитского мазхаба. Также являются приверженцами двух суфийских тарикатов: кадирия и накшбандия. До окончательного закрепления ислама у ингушей с древних времён были широко распространены свои традиционные языческие верования, со своим уникальным пантеоном, развитой мифологией и многочисленными культовыми архитектурными объектами. В некоторый период также было распространено и христианство.

### Христианство
Первые христианские миссионеры, согласно трудам историка Башира Далгата, появились в Ингушетии приблизительно в X веке, одновременно с расцветом Грузии, и были грузинами. Христианство распространялось в Ингушетии и Чечне достаточно широко, в настоящий момент на территории современных Чечни, Ингушетии и Северной Осетии существует множество археологических, исторических и архитектурных памятников, подтверждающих многовековое христианство среди ингушей в частности, и вайнахов в общем. В исследовании учёного описываются многочисленные свидетельства историков и путешественников раннего и среднего Средневековья, согласно которым, на территории ингушских земель были построены церкви или даже, возможно, монастырь. В частности, согласно свидетельствам российских немцев-учёных Иоганна Гюльденштедта и Петра-Симона Палласа, побывавших в Ингушетии в XVIII в., в церкви Тхаба-Ерды (образце архитектуры IX—X веков) хранились древние документы, написанные, по словам их собеседника-монаха, «золотыми, голубыми и чёрными буквами», что над дверями храма есть надпись «готическими буквами». Энциклопедический словарь Брокгауза и Ефрона, издававшийся в конце XIX — начале XX веков, указывал о наличии среди ингушей христиан и язычников:

Ингуши большей частью мусульмане-сунниты, но встречаются среди них и христиане, и совершенные язычники. Мусульманство водворилось у них не ранее половины прошлого столетия, в древности же Ингуши были христианами, о чём свидетельствуют многие часовни и остатки старинных церквей, которые пользуются у ингушей большим уважением и в которых они совершают жертвоприношения, справляют различные празднества, представляющие собой смесь христианских преданий и языческих воззрений. Особым почитанием пользуются у ингушей человеческие скелеты, находящиеся в каменной будочке близ мст. Назрань; по преданию, скелеты эти принадлежат народу нарт, некогда жившему около Назрани, и оставались нетленными в течение 200 лет, но с приходом русских стали портиться.

### Ислам
Ислам начал проникать к предкам ингушей ещё в VIII веке в результате военных походов арабов против хазар и алан, пролегавших через Дарьяльский и Дербентский проходы. К этому периоду относится бронзовая фигура орла («Орёл Сулеймана») из башенного поселения Эрзи в Кистинском ущелье горной Ингушетии, вероятно попавшая сюда в виде военного трофея и на сегодня являющаяся древнейшим точно датированным бронзовым изделием исламского искусства. Орёл служил гербом аула Эрзи (с ингуш. «Орёл») и передавался из рода в род старшему члену семьи. А название села Джейрах горной Ингушетии связывается с именем арабского полководца Джарраха ибн-Абдуллаха. Также, предания ингушей связывают распространения среди них ислама с ещё одним арабским полководцем по имени Абу-Муслим.
Некоторые исследователи склонны связывать проникновение ислама с пребыванием монголо-татар в плоскостных районах Ингушетии, в особенности с приходом к власти хана Узбека (годы правления 1312—1340), когда исламизация стала вестись более интенсивно. В. Б. Виноградов считал, что ставка хана Узбека находилась в районе современного ингушского селения Плиево, города Карабулак и мавзолея Борга-Каш. Этот уникальный памятник зодчества был построен в 1405—1406 годах. Существует мнение, что здесь может быть похоронен правитель Буракан (Борохан), упомянутый в хрониках «Зафар-намэ» («Книга побед») Низам-ад-дина Шами, являвшегося современником и личным секретарем Тамерлана, и «Зафар-намэ» («Книга побед») Шереф-ад-дина Йезди, жившего в первой половине XV века.
По другим данным плоскостные ингуши в отличие от горцев-ингушей начинают принимать ислам в XVI веке, а период его широкого распространения падает на XVIII век. По сведениям грузинского географа и историка царевича Вахушти Багратиони ещё в начале XVIII в. часть ингушей, а именно Ангуштское общество, были мусульманами-суннитами. Наличие старинных мечетей XVIII—XIX вв. зафиксировано и в горной Ингушетии.
В первой половине XIX века значимую роль в укоренении среди ингушей ислама оказала деятельность Имама Шамиля. В период Кавказской войны его тарикат накшбандия стал официальной идеологией имамата, так что и некоторые ингушские общества — карабулаки, галашевцы, стали последователями учения имама. 

## Культура

### Илли
Во второй половине XIX века накопленные жанром илли богатые традиции и поэтические средства стали трансформироваться в другие жанры ингушского фольклора. К этому периоду всё активнее заявляют о себе ингушские исторические песни, а некоторая часть героико-эпических песен уже тогда переходит в народные баллады и предания. В конце ХIХ — начале XX в. среди ингушей все чаще начинают бытовать песни об абреках, разбойниках, народных мстителях и воинах. Национальными героями того периода, особо почитаемыми в ингушском народе, являются:
- Сулумбек Сагопшинский,
- Хизир Орцханов,
- Идрис Зязиков,
- Ахмед Хучбаров,
- Хизир Хадзиев[164].

### Архитектура
Ингушская архитектура представляет собой древнее искусство возведения ингушами монументальных жилых, оборонительных, культовых и других сооружений, а также совокупность всех данных объектов на территории исторического расселения ингушей, являющихся ярким свидетельством уникальной материальной культуры всего ингушского народа. Различных памятников истории и материальной культуры в Ингушетии насчитывается свыше 3 тысяч объектов, в том числе более 140 целых замковых архитектурных комплексов.
Архитектура ингушей издавна привлекала к себе внимание многих учёных. В середине 18 века Вахушти Багратиони отмечал, что ингуши «умеют строить из камня на извести и из них воздвигают дома, башни и укрепления». Позднее к этой архитектуре обращались Л. Л. Штедер, П. С. Паллас, Ю. Клапрот, М. Ф. Энгельгардт, И. П. Бларамберг, В. Ф. Миллер; уже в советское время — Л. П. Семёнов, Б. Далгат, М. Кегелес, И. П. Щеблыкин, Е. И. Крупнов, М. М. Базоркин, А. И. Робакидзе, А. Ф. Гольдштейн и др.
Наивысший расцвет архитектуры ингушей в Средневековье проявился в башенном строительстве: исследователями особенно выделяются ингушские боевые, полубоевые и жилые башни. Отмечается их преемственность от техники каменного строительства, бытовавшей в горах Центрального Кавказа с древнего периода, в том числе от мегалитических циклопических жилищ на территории древних поселений в Ингушетии: Таргим, Хамхи, Эгикал, а также Дошхакле, Кхарт и др. Некоторые из них датируются исследователями XIII—XV веками, а наиболее архаичные, сложенные насухо, без использования раствора, из огромных каменных глыб и состоящие зачастую из нескольких камер, датируются периодом, начиная со второй половины II тыс. до н. э.
Феномен башенной культуры на Северном Кавказе, как считают исследователи, ярче всего проявился именно в горах Ингушетии, получившей наименование «страны башен». Именно здесь в количественном и качественном отношениях башенное строительство получило наибольшее развитие. Данный факт, а также этногенетические предания народов, проживающих в этом регионе и многие конструктивные особенности архитектуры, подчеркивающие единство её происхождения позволяют ряду исследователей считать, что родоначальниками башенного строительства в горной зоне, охватывающей территории современных Ингушетии, Чечни, Северной Осетии и горной части Восточной Грузии, являются ингуши.
В 1931 году украинский путешественник и исследователь писал:
Но из памятников старины, что сбереглось здесь не мало, видно, насколько ингуши талантливые и одарены умением. Эти люди, ничего не знающие в азбуке, в то время, когда Москва ещё была селом, уже строили на скалах высокие каменные башни в 26 и больше метров высотой. Можно сказать, что первые небоскрёбы появились не в Америке, а здесь, в Кавказских горах.
Оригинальный текст (укр.)Але з пам’ятников старовини, що iх збереглося тут чимало, видно, наскільки інгушi талановитi й обдарованi хистом. Цi люди, нічого не тямивши про азбетку, в той час, коли Москва ще була селом, уже будували на прискалках високi кам’янi вежi в 26 i більше метрів заввишки. Можна сказатi, що першi хмарочоси з’явилися не в Америцi, а тут, у Кавказьких горах.
А известный советский историк кавказовед Е. И. Крупнов отмечал, что:
«Ингушские боевые башни являются в подлинном смысле вершиной архитектурного и строительного мастерства древнего населения края. Она поражает простотой формы, монументальностью и строгим изяществом. <…> Ингушские башни для своего времени были подлинным чудом человеческого гения, как для нашего столетия новые шаги человека в небо».

### Спорт
В начале XXI века в Ингушетии стали возрождаться национальные виды спорта. В 2009 году по инициативе олимпийского чемпиона Исраила Арсамакова в Ингушетии прошли первые «Ингушские игры» — спортивный фестиваль, включивший в себя турниры по различным национальным видам спорта (в том числе поднятие тяжестей, перетягивание каната, метание камня и прочее). Впоследствии фестиваль стал ежегодным.
В 2016 году во всероссийский реестр видов спорта включено ингушское национальное единоборство «Шод сан лат», воссозданное профессором М.-Г. И. Сукиевым, на основе исторических воинских и спортивных традиций ингушского народа, включающее в себя симбиоз ударной и бросковой техники. Шод сан лат впервые продемонстрирован широкой публике в 1990 году, на конференции по боевым искусствам в Москве. Первая секция открылась в 2013 году, в столице Ингушетии г. Магасе.
Пятеро представителей ингушского народа стали чемпионами Олимпийских Игр:
- Исраил Арсамаков (в 1988 году в Сеуле);
- Назир Манкиев (в 2008 году в Пекине);
- Рахим Чахкиев (в 2008 году в Пекине);
- Хасан Халмурзаев (в 2016 году в Рио-де-Жанейро);
- Муса Евлоев (в 2020 году в Токио).